# Luciana Littizzetto
Luciana Littizzetto (ur. 1964 w Turynie) – włoska aktorka filmowa.

## Wybrana filmografia
- 2008: Pinokio – opowieść o chłopcu z drewna jako Mówiący Świerszcz